# Кейган, Филлип
Филлип Дэвид Кейган (Каган) (англ. Phillip David Cagan; 30 апреля 1927 года, Сиэтл, штат Вашингтон — 15 июня 2012 года, Пало-Альто, Калифорния) — американский экономист, почётный профессор экономики Колумбийского университета.

## Биография
Родился 30 апреля 1927 года в Сиэтле, штат Вашингтон, и вскоре после этого переехал в Южную Калифорнию. Каган зачислен в военно-морской флот США в 17 лет и сражался во Второй мировой войне. После войны Кейган решил поступить в колледж и получил степень бакалавра в UCLA в 1948 году, в 1951 году — степень магистра, а в 1954 году — докторскую степень по экономике в Чикагском университетe.
Умер 15 июня 2012 года в Пало-Альто, штат Калифорния.

## Научный вклад
Каган сосредоточился на денежно-кредитной политике и контроле над инфляцией. Он написал множество статей, книг и других работ по этим и другим макроэкономическим вопросам. Его наиболее известные публикации включают «Детерминанты и последствия изменений в денежном запасе, 1875—1960», в котором он исследует «причинно-следственные связи между изменениями в деньгах, ценах и выпуске».